# Methocha
Methoca, Metocha
Genre
Synonymes
- Methoca Latreille 1805
- Metocha Ljungh, 1824

Methocha est un genre d'insectes hyménoptères de la famille des Thynnidae (les « guêpes parasitoïdes »), sous-famille des Methochinae.

## Classification
Le genre Methocha est créé par Latreille en 1804,.

### Sous-famille et famille
Nicolas Théobald a classé ce genre dans la famille des Mutillidae en 1937.
E. M. Pilgrim, C. D. von Dohlen, et J. P. Pitts en 2008 reclassent ce genre dans la sous-famille Metochinae, déclare la famille Methocidae comme synonyme de la sous-famille des Methocinae, et classe cette sous-famille Methocinae dans la famille Thynnidae. 

## Présentation
Les espèces de ce genre se trouvent dans le monde entier sauf en Australie et attaquent les larves de cicindèles. Les femelles sont sans ailes et peuvent être confondues avec des fourmis, tandis que les mâles sont ailés,.

## Liste d'espèces
Selon GBIF en 2023 la liste des espèces est de :
- Methoca malayana Pagden, 1949
- Methoca penthesilea Pagden, 1949
- Methoca thoracica Latreille
- Methocha alutacea Linnaeus
- Methocha anomala Krombein
- Methocha arcuata Kimsey, 2011
- Methocha areolata Linnaeus, 1966
- Methocha articulata (Latreille, 1792)
- Methocha californica Westwood, 1881
- Methocha cariniventris Narita & Mita, 2018
- Methocha cavipyga Linnaeus, 1966
- Methocha cirrhocrus Narita & Mita, 2021
- Methocha depressa Kimsey, 2011
- Methocha emarginata Linnaeus, 1966
- Methocha flavipalpus Kimsey, 2011
- Methocha formosa Krombein, 1954
- Methocha formosana Williams, 1919
- Methocha foveiventris Linnaeus, 1966
- Methocha granulosa
- Methocha ichneumonides Latreille, 1804
- Methocha impolita Krombein, 1958
- Methocha impunctata Kimsey, 2011
- Methocha kandyensis Krombein, 1982
- Methocha keralaensis
- Methocha krombeini Raveendram, Kumar, Binoy & Sureshan, 2021[3]
- Methocha latronum (Guichard, 1972)
- Methocha maai Linnaeus, 1966
- Methocha methocha Narita & Mita, 2018
- Methocha michinoku Terayama, 2019
- Methocha nasiformis Kimsey, 2011
- Methocha okinawensis Terayama & Mita, 2015
- Methocha paraceylonica Raveendram, Kumar, Binoy & Sureshan, 2021[3]
- Methocha plana Linnaeus, 1966
- Methocha priorrecta Linnaeus, 1966
- Methocha robusta Kimsey, 2011
- Methocha shyamagatra Raveendram, Kumar, Binoy & Sureshan, 2021[3]
- Methocha strigosa Kimsey, 2011
- Methocha stygia (Say, 1836)
- Methocha taiwanica Tsuneki, 1986
- Methocha taoi Linnaeus, 1966
- Methocha transcarinata Liao, Chen & Li, 2022
- Methocha tricha Strand, 1913
- Methocha uchinanensis Terayamma & Mita, 2015
- Methocha yaeyamensis Terayamma & Mita, 2015

## Fossiles
Selon Paleobiology Database en 2023, trois collections de fossiles ont été référencées par Nicolas Théobald en 1937, deux en France (Aix-en-Provence, Meunier (1915), Céreste, Théobald (1937)) et une en Allemagne (Kleinkembs Théobald (1937)), sans détermination d'espèces précises, semblables à Methoca ichneumonoides Latreille 1804 et Methoca bicolor Cam. des Indes ,

## Biologie
La femelle Methocha chasse activement sur le sol pour trouver des terriers contenant des larves de cicindèles, qui sont des prédateurs en embuscades ; la guêpe incite la larve de coléoptère à attaquer, évite d'être mordue, se déplace rapidement et pique la larve dans son dessous vulnérable, la paralysant. Elle pond ensuite un œuf sur la larve de coléoptère immobile, que la larve de guêpe consommera.

### Publication originale
- P. A. Latreille, Tableau méthodique des insectes., vol. 24, coll. « Nouveau Dictionnaire d'Histoire Naturelle, Appliquée aux Arts, Principalement à l'Agriculture et à l’Économie Rurale et Domestique », 1804, 129-200 p.